# Pischelsdorf in der Steiermark
Pischelsdorf in der Steiermark est une ancienne commune autrichienne du district de Weiz en Styrie. Elle est aujourd'hui intégrée à la municipalité de Pischelsdorf am Kulm.